# 1914-es indianapolisi 500
A 4. alkalommal megrendezett Indianapolisi 500 mérföldes versenyt 1914. május 30-án rendezték meg.
| Helyezés | Rajthely | Rajtszám | Versenyző          | Qual   | Rank | Körök száma | Élen | Kiesés oka     |
| -------- | -------- | -------- | ------------------ | ------ | ---- | ----------- | ---- | -------------- |
| 1        | 15       | 16       | René Thomas        | 94.540 | 4    | 200         | 102  | Running        |
| 2        | 10       | 14       | Arthur Duray       | 90.000 | 13   | 200         | 77   | Running        |
| 3        | 11       | 10       | Albert Guyot       | 89.150 | 16   | 200         | 9    | Running        |
| 4        | 19       | 6        | Jules Goux         | 98.130 | 2    | 200         | 1    | Running        |
| 5        | 30       | 3        | Barney Oldfield    | 87.250 | 24   | 200         | 0    | Running        |
| 6        | 7        | 9        | Josef Christiaens  | 91.210 | 9    | 200         | 9    | Running        |
| 7        | 26       | 27       | Harry Grant        | 86.460 | 29   | 200         | 0    | Running        |
| 8        | 27       | 5        | Charles Keene      | 86.870 | 27   | 200         | 0    | Running        |
| 9        | 5        | 25       | Billy Carlson      | 93.360 | 6    | 200         | 0    | Running        |
| 10       | 23       | 42       | Eddie Rickenbacker | 88.140 | 19   | 200         | 0    | Running        |
| 11       | 6        | 23       | Ralph Mulford      | 88.210 | 18   | 200         | 0    | Running        |
| 12       | 28       | 43       | Willie Haupt       | 89.390 | 15   | 200         | 0    | Running        |
| 13       | 12       | 31       | Billy Knipper      | 89.570 | 14   | 200         | 0    | Running        |
| 14       | 29       | 7        | Georges Boillot    | 99.860 | 1    | 141         | 0    | Broken frame   |
| 15       | 18       | 34       | Ernst Friedrich    | 87.730 | 22   | 134         | 0    | Drive pinion   |
| 16       | 24       | 1        | Louis Disbrow      | 86.790 | 28   | 128         | 0    | Rod            |
| 17       | 25       | 19       | Spencer Wishart    | 92.690 | 8    | 122         | 0    | Camshaft       |
| 18       | 14       | 2        | Earl Cooper        | 88.020 | 20   | 118         | 0    | Broken wheel   |
| 19       | 9        | 21       | Caleb Bragg        | 92.970 | 7    | 117         | 1    | Camshaft       |
| 20       | 8        | 15       | Art Klein          | 86.870 | 26   | 87          | 0    | Valve          |
| 21       | 4        | 38       | William Chandler   | 87.540 | 23   | 69          | 0    | Rod            |
| 22       | 3        | 4        | Howdy Wilcox       | 90.760 | 10   | 67          | 1    | Valve          |
| 23       | 13       | 13       | George Mason       | 87.100 | 25   | 66          | 0    | Piston         |
| 24       | 22       | 17       | Bob Burman         | 90.410 | 12   | 47          | 0    | Rod            |
| 25       | 17       | 26       | Joe Dawson         | 93.550 | 5    | 45          | 0    | Crash BS       |
| 26       | 16       | 24       | Gil Anderson       | 90.490 | 11   | 42          | 0    | Cylinder bolts |
| 27       | 20       | 49       | Ray Gilhooley      | 84.200 | 30   | 41          | 0    | Crash BS       |
| 28       | 2        | 8        | Teddy Tetzlaff     | 96.360 | 3    | 33          | 0    | Rocker arm     |
| 29       | 1        | 12       | Jean Chassagne     | 88.310 | 17   | 20          | 0    | Crash T4       |
| 30       | 21       | 48       | S. F. Brock        | 87.830 | 21   | 5           | 0    | Camshaft       |